# 캐스페이스 7
캐스페이스 7(영어: caspase 7, CASP7)은 CASP7 유전자에 의해 암호화된 효소로, 시스테인-아스파르트산 단백질 분해 효소인 캐스페이스 계열에 속한다. 또한 세포사멸 관련 시스테인 펩타이드 분해 효소로도 알려져 있다.

## 기능
캐스페이스 7은 캐스페이스 계열의 단백질로 세포사멸의 실행자로 나타났다. 캐스페이스의 순차적 활성화는 세포자살의 실행 단계에서 중심적인 역할을 한다. 캐스페이스는 보존된 아스파르트산 잔기에서 상류 캐스페이스(캐스페이스 8, 캐스페이스 9)에 의해 단백질 분해 처리를 거쳐 이합체화되어 헤테로 테트라머 형태의 활성 효소를 형성하는 크고 작은 2개의 서브 유닛을 생성하는 지모겐으로 존재한다. 이 캐스페이스의 전구체는 캐스페이스 3, 캐스페이스 9, 캐스페이스 10에 의해 절단된다. 이는 세포자살 자극 시 활성화되어 세포사멸을 유도한다. 선택적 스플라이싱은 3개의 별개의 이소형을 암호화하는 4개의 전사 변이체를 생성한다.

## 상호작용
캐스페이스 7은 다음과 상호작용하는 것으로 나타났다.
- 캐스페이스 8[2][3]
- 서바이빈[4][5]
- XIAP[6][7][8][9]

## 같이 보기
- PMAP
- 캐스페이스